# Warner Independent Pictures
A Warner Independent Pictures foi a divisão da WarnerMedia que produz filmes do cinema independente.
Ela foi uma das divisões que produzem filmes no Grupo WarnerMedia que inclui cinema, desenho animado, televisão, revistas, jornais, etc. As outras divisões são: 
1. New Line Cinema.
2. Warner Bros. Pictures.
3. DC Comics.
4. Cartoon Network.